# 中央人民广播电台文艺之声
中央人民广播电台文艺之声为中央人民广播电台第九套节目，主打文化娱乐类节目，使用调频106.6MHz对北京市播出，全天21小时播音（星期二13:05-16:55停机检修）。
这一频率虽然仅在北京地区广播，但可通过网络、卫星等方式在除北京地区外的地区收听。

## 历史
- 2004年8月18日，该频率开始通过中波747千赫对北京广播，以“Story Radio”作为频率的英文呼号。主打以有声阅读、广播剧、评书、电视剧录音剪辑等故事节目为主，但每日还是会分三个时段（共三小时）播出相声小品等节目，部分时段播放专题广告，全天播音21小时（5:55-次日凌晨2:05）。
- 2006年9月28日起，文艺之声开始使用中波747兆赫+调频106.6兆赫对北京地区播音，三年后原中波747千赫改为播出中央人民广播电台娱乐广播。
- 2008年1月，文艺之声尝试“故事频率专业化”，推出《青青校园》、《三元！谢谢你》等以现实生活为定位的故事节目。
- 2009年3月2日，文艺之声改版，改版后故事类节目进一步扩版，《长篇连播》重新在该频率播放，原有的相声小品节目《开心时刻》停播13:00一节，除星期二外全天播放15节《文艺之声整点播报》。
- 2011年1月12日，海阳现场秀的前身《给力十七点》启播，自启播之日起于每天17:00-18:00播出。
- 2013年5月27日，文艺之声改版，改版后频率风格逐渐开始年轻化、娱乐化，推出频道口号“新文艺，新青年”，期间推出的《快乐早点到》节目至今仍在该频率每天上午7:00-9:00播出，且有着不错的收听率。原AM747时期的故事类节目开始陆续被迁移至娱乐广播播出，并与原娱乐广播节目互相调换。两频率主持人亦相互调换。
- 2014年1月1日起，该频率的ID调整，并再度改版，在保留“新文艺，新青年”口号的基础上，新增台歌与口号为“106.6，快乐在左右”。推出新节目《北京不眠夜》和《时光电影院》，原AM747时期的最后两个故事类节目《睡前故事》移入娱乐广播，《长篇连播》移入娱乐广播并更名《名家书场》。
- 2016年1月1日，该频率ID的背景音乐微调，推出全新频率口号“生活裡的文艺，文艺裡的生活”，并使用至今。《京城文艺范》扩版至两小时并改名为《京城大玩家》，《海阳现场秀》扩版至一个半小时。
- 2017年7月10日，随着都市之声的停播，该频率再度改版，新节目《文化聊吧》启播，《杨晨时间》停播，《午夜书场》扩版至两小时，《京城大玩家》缩短至一小时。
- 2019年9月21日，该频率改版。启播《文旅中国》并取代原《京城大玩家》节目。新节目《精彩故事汇》启播。

## 主要节目
| 5:00  | 评书听天下                                                         |
| 6:00  | 中国相声榜                                                         |
| 7:00  | 快乐早点到                                                         |
| 9:00  | 综艺对对碰                                                         |
| 11:00 | 天天听书                                                           |
| 12:00 | 文艺大家谈                                                         |
| 13:00 | 中国相声榜                                                         |
| 14:00 | 戏迷天地                                                           |
| 15:00 | 民歌风行                                                           |
| 16:00 | 文旅中国                                                           |
| 17:00 | 海阳现场秀                                                         |
| 18:30 | 快乐晚高峰                                                         |
| 19:30 | 精彩故事汇                                                         |
| 20:00 | 文化聊吧                                                           |
| 21:00 | 品味书香                                                           |
| 22:00 | 李峙的不老歌（一至五） 国家大剧院（六至0:00） 人文课堂（日至0:00） |
| 23:00 | 交响时空                                                           |
| 0:00  | 午夜书场                                                           |